# 英雄*戦姫
『英雄*戦姫』（えいゆうせんき）は、天狐より2012年3月30日に発売されたアダルトゲームである。2013年9月26日には、アダルトシーンを削除して新規イベントとグラフィックを追加したPlayStation 3版（ダウンロード販売を含む）が5pb.Gamesより発売された。2014年5月29日には、さらに新規キャラクターを追加したPlayStation Vita版も発売された。

## あらすじ
そこは不思議な世界。
島国「ジパング」では、ヒミコと織田信長が覇権を争い、源義経がそれを静観していた。
世界でも生まれた時代が全く異なる様々な英雄が、同じ時期に出現して各々の地を統治していた。
決定的に違っていたのは全員が少女もしくは妙齢の女性であること。
混乱を願う何者かが世界を眺める中、今日も今日とて雑な作戦で信長に挑んだヒミコは敗走。
ヒミコは自領である邪馬台へと戻る最中、不幸にも盗賊に襲撃されてしまう。
絶体絶命の中でも諦めないヒミコが祈った時、天から一人の青年が現れた。
そのことが、やがて世界に空前絶後の動乱を引き起こすことになるのであった。

## システム

### 内政パート
概要
主に、イベントの発生・装備変更・兵力強化が行える。
イベントの実行に使用した英雄や戦闘に参加した英雄は、他のイベントへの参加や装備変更、兵力強化は行えない。
内政パートの開始時に、征服済みの地域から収入が入る。
イベント
主に征服地域や英雄が増えると新しく発生するようになる。特定のイベントが実行済みであることも条件の一つ。
内容は好感度アップ・資金増加・アイテム入手・仲間加入・戦闘などがあり、イベント内容に応じてアイコンが違う。複数の要素を兼ねる場合、ミニアイコンが表示される。
各英雄と戦闘以外のイベントには探索・交渉・研究・作成・航海・登山のパラメータが設定されている。
イベントで提示されるパラメータ条件に合わせて、英雄を最大12人選択することができる。不足する場合、実行不可。イベント発生が可能な組み合わせは事前にチェックされ、実行不可能であればそのイベントは色が暗くなる。
好感度アップイベントの場合、該当キャラを参加させないといけない。発生させると、新規技の習得や装備枠の増加などが発生する場合がある。
1ターンに実行できるイベントの数は決まっており、ストーリー進行で増加する（最大4回）。
戦闘がメインの内容でない場合、戦闘に参加できるのは選択した英雄のみ。この場合、イベント選択時に毎回注意が表示される。
装備
宝具という装備アイテムをキャラに装備させる。
装備可能な数は基本的に1つで、好感度イベントの進行で1つ増える。一部のキャラは最大3つ装備できる。
効果はステータスのアップを主に、与ダメージ増加・被ダメージ減少、兵力の回復量アップ、ブレイブの増加量アップ、その他非常に多岐に渡り種類も100を超える。また、最下位クラスの宝具は複数入手可能。
入手方法は各種イベントの実行。GOLDのみ、特定の宝具を組み合わせて特殊な合成法具を作成できる。
兵力
戦闘における戦闘能力全般を司るパラメータ。同伴する兵の人数を示している様子。
純粋にHPに当たる他、減少すると与えるダメージも減少してしまう。
減少した兵力は1ターンにつき10%回復するが、資金を消費して任意の数だけ回復させることができる。最大値などに拘わらず必要資金は固定。
さらに、資金を消費して最大値を増加させることもできる。回復と違い、こちらは増加に伴い資金の必要量が増加する。この方法での上限は9999。また、戦闘に勝利すると参戦メンバーは10ずつ増加し、25ターン以内に勝利するとさらに10増える。
古代英雄というタイプは超越的な力を持っているため兵を伴わず、体力というパラメーターに置き換えられる。このタイプは兵力/体力を表すゲージが青くなっているのが特徴。自然回復するが兵力と同様には回復できない。一方、兵力が低下してもダメージに変化はない。
強化の上限は9999だが、戦闘で勝利すると得られるボーナスを稼ぐことで1万以上に増やすことは可能。古代英雄の体力も同様。
高難易度ボーナス
複数ルートが提示されている場合に強い勢力から制圧したり制圧する必要のない国を制圧したりなど、難しいプレイを完遂すると宝具が得られるボーナス。
取り逃すとやり直す以外ない一方、取得すると敵の兵力が強化されてしまうデメリットがある。
シャンバラ
アップデートで追加された高難易度イベント。ゲームクリアできるだけの総合戦力が求められる。
9階層あるダンジョンであり、各階層をクリアすると主に一品物のステータス強化系宝具の複製品が入手できる（効果は同一）。階層ごとに独立したイベントとなっており、クリア後にも再挑戦可能。
イベント内容は連戦で、一度使った英雄は使用不可。9階層以外は5連戦で、9階層は10連戦。その為、どの戦闘で誰を割り当てるかを吟味する必要がある。ついでに、そのターンの敵勢力の襲撃も考える必要がある。
登場する敵は作中でも登場した雑魚や強敵の他、自軍の英雄も含まれる。その能力は非常に高く、兵力は1万前後であることがままある。

### 戦闘パート
概要
侵攻イベントの実行やイベント中の戦闘イベントによって発生する。
侵攻イベントでは敵を全滅させることで勝利となる。敵味方双方とも侵攻時にはターン制限があり、侵攻側は0になるまでに全滅させないと敗北となる。
各キャラの速度や直前の行動によって行動順が決まり、現段階でどういう順番で行動するかは画面中央に表示されている。
キャラには主に通常攻撃・スキル・英雄技があり、イベントの進行によって増加する。スキル以外は所持していないキャラもいる。
各行動にはディレイというパラメータがあり、これが多いと実行後にそれだけターンが回ってくるのが遅くなってしまう。
一度に戦闘に参加できるのは6人までだが、一部の技は新たに戦場に別キャラを召喚することができる。
配置
戦闘では、敵味方それぞれ3×3のフィールドを持ち、その中にキャラを配置することができる。
スキルの種類やタイプ（後述）などに応じて対象とできる地点と範囲が決まっている。その為、適切な場所に配置しないとその真価を発揮することはできない。
キャラによっては位置次第で立ち回りが異なる場合もある。
戦闘開始後も、多少のディレイはあるが1マスずつ移動することができる。移動先に別のキャラがいると当然移動できない。
スキルで召喚したキャラは任意の場所に配置可能。
敵の最前列メンバーを全滅させると、「全軍前進」によって全メンバーを一歩前に進めることができる。
フィールドには特殊な効果を持つ地形が存在しており、その上にいる限り常に効果を受けられる。
タイプ
使用する武器によって分類される兵科。
同一タイプであっても、剣or魔法剣といった使用武器の差異によって通常攻撃の攻撃範囲やディレイが異なる。
タイプ同士には相性が存在しており、相性がいい相手だとダメージが倍加するが、敵ブレイブやヘイトの増加（後述）といったデメリットもあるため、あえて弱点を突かない・突かれるのも重要。
- 剣：射程2〜3。弱点が最も少ないスタンダードなタイプ。剣と魔法剣が存在し、前者は通常攻撃なども強力で後者はサポート型。
- 槍：射程3。通常攻撃のディレイが長めで、闘タイプに弱点を突かれる。固有スキルの種類が少ない。
- 投：射程3。登場機会の多い剣・槍に弱点を突かれず、弱点とする戦・闘タイプにも攻撃されづらい。石とブーメランの2種があり、スキルもそれぞれ別。ブーメランは威力が高くディレイも少ないが、上下の攻撃範囲が狭い。
- 弓：射程4。攻撃範囲が最も広く、優位・劣位は投と同様。攻撃力も高めと割とマルチなスペックを持つ。英雄技を含めてスキルが少ない。
- 戦：射程1。戦・闘タイプ以外すべての弱点を突ける一方、自身も剣タイプに弱点を突かれる。攻撃力が高い上に前線を剣・槍が担うことが多いので、一気に蹴散らす場合に便利。
- 闘：射程1。戦タイプと概ね一緒の相性で、剣の弱点は突けないが戦の弱点ではある。通常攻撃のディレイが少ないので手早く攻撃できる。
- 銃：射程3〜4。戦・闘・剣の弱点をつけて攻撃力やディレイでも優れるが、多くのスキルを含めて真横にしか攻撃できない。また、近接タイプ全般に弱い。スキルの威力が高いのも魅力。
- 砲：射程5。最大射程こそ長いが、1〜3の範囲は攻撃できない（例外あり）。弱点は銃同様で、槍・投タイプの相手を得意とする。通常攻撃の射程はスキルで補うことができる。
- 術：射程4。術以外のすべてに対して劣位で、何に対しても優位をとれない。音楽攻撃は相手のディレイを少し増加させる。通常攻撃のディレイが多く、回復など有用な能力が多いためスキル専門となりやすい。

技
各キャラが使用できる特殊攻撃。「ブレイブ」という共有ポイントを消費する。
複数の敵を攻撃できたり高威力だったり通常攻撃が及ばない位置に攻撃できたり、あるいは回復や強化・弱化を施せる。
スキルにも攻撃属性は存在しているが、英雄のタイプに依存しない（多くはタイプと同じ属性ではある）。
習得するには好感度アップのイベントをこなす必要がある。
多くのキャラは最終的に「英雄技」という技を習得する。これはキャラ固有の強力な効果を持ち、必要ブレイブが非常に多い。
ブレイブは、各キャラのターン終了時・弱点属性に攻撃された時・弱点属性をつけなかった時・宝具の効果によって増加する。
敵攻撃の優先度
戦闘中、敵からの攻撃は完全にランダムではなく、優先順位が存在している。優先順位は速度とヘイトによって決まる。
速度は速いキャラほど優先的に狙われる。その為、足の速いキャラは防御能力を高めるか固いキャラの速度やヘイトを高めることで攻撃を引き付ける必要がある。速くて脆いキャラは「撃破されるとブレイブが増える」宝具をつけてあえて撃破させる、という手段もある。
ヘイトは大ダメージを与えたキャラなどに蓄積する。揮発ヘイトと累積ヘイトがあり、前者はたまりやすいが一度攻撃をすると減少し、後者はたまりにくいが減少することがない。
宝具の効果により、ヘイトの増加量を増減させることができる。

## 登場人物
キャラクターデザインは特に明記のない場合、大槍葦人。

### ジパング
主人公（チハヤ）
声：スヲウケイ
記憶を失って彷徨っていたところをヒミコに拾われ、なりゆきで協力することに。基本的には前向きで行動的、そして来る者を拒まないいわゆる天然ジゴロな性格。
ヒミコ
声：小倉結衣
平和のため世界征服を目指している邪馬台の英雄。志だけは立派に高いが武力も知力も伴っていないため失敗を繰り返している。思ったことが全て口に出てしまうというある意味では裏表のない性格。主人公を「お兄様」と呼んでいる。また、ヤマトタケルを姉のように慕っている。
ヤマトタケル
声：北見六花
邪馬台でヒミコと行動を共にする英雄。周囲曰く、ジパング最強の英雄らしいのだが本人は引退したとして隠居気味。引退してなおその力は健在で、ジパングの内乱の抑止力になっている。
織田信長（おだのぶなが）
声：青山ゆかり
我が強く大胆不敵な野心家。現在ジパング統一に最も近いと謳われるジパング一の英雄。「アマゾン」という通販ショップで新しい武器を購入しつつ戦いに備えている。世界征服という無謀な野望を掲げるヒミコに何度も攻められているが、毎度呆れながら撃退している。
源義経（みなもとのよしつね）
声：森崎マリ
人当たりの良い性格で民から慕われる京都の英雄。今までジパングの内戦には興味がなく弁慶と一緒に京都を守護してきたが、チハヤとヒミコとの戦いの後、彼らの考えに呼応し参戦する事を決意した。本人曰く多少Sっ気があるらしい。
武蔵坊弁慶（むさしぼうべんけい）
声：青葉りんご
義経に仕える英雄。小柄で愛らしい容姿をしているが、木を根っこごと素手で引き抜くほどの怪力の持ち主で、子供っぽい性格のせいで本人に悪気はなくとも周囲に迷惑をかける事もしばしば。武器を1000本集めると願いが叶うと信じて世界中の英雄たちと闘って集めている。
安倍晴明（あべのせいめい）
声：一色ヒカル
ジパングの内乱には干渉せず、京の片隅で万事屋を営みながらのんびりと隠居生活を送る陰陽師。生活のほとんどを式神に任せて自分は常にごろごろしているが、陰陽師としての腕は確からしい。酒好きで、世界中の銘酒を集めている。
伊能忠敬（いのうただたか）
声：理多
測量と地図作りを趣味にしているジパングの英雄。正確な世界地図を作ることを目標にしている。測量のために身につけた情報収集能力はトップクラスで、忍者にも引けを取らない。
孫六兼元（まごろくかねもと）
声：真中海
デザイン:黒星紅白
ジパング一の刀鍛冶師。今まで自身が打った刀を我が子のように愛し管理していたが、五本の刀が紛失して探していたところ、見つけて所有していたチハヤたちと出会い、刀を大事にしてくれている、と気に入ってジパング軍に加わる。
上杉謙信（うえすぎけんしん）
声：--
デザイン:織音
ジパングで軍神と讃えられる英雄。異世界からこちらの世界に迷い込んできた。アリスソフトのRanceシリーズからのゲスト参戦。

### ブリタニア
アーサー
声：木村あやか
全身から放つオーラで人々を魅了するアイドル英雄にしてブリタニアの統治者。アーサーが微笑むと小さな奇跡が起こるらしい。争いのない平和な世界を作るため、円卓の騎士たちと共に世界中を飛び回っている。
マーリン
声：桃井穂美
アーサーの相談役としてブリタニアを支える（自称）大魔術師。円卓の騎士たちの上司にあたるが、そのふわふわした謎の生物という外見のせいであまり敬意を持たれていない。本人曰く「こう見えてむっちゃすごい」。性別は女性。
ガラハド
声：御苑生メイ
円卓の騎士の一人。ガウェインと共にアーサーの側近を務める。自身を律し我が身を顧みずに任務に当たる姿は騎士の鑑として賞賛されている。部下の面倒はしっかり見るタイプ。
ガウェイン
声：北都南
円卓の騎士の一人。ガラハドと共にアーサーの側近を務める。常に優雅で気品ある行動を心がけており、強者揃いの騎士たちの中でもトップクラスの戦闘能力を持つ。紅茶が好きでその腕はアーサーのお墨付き。夜になると部屋から出てこなくなる。
ランスロット
声：鈴田美夜子
円卓の騎士の一人。騎士としての経験は浅いが、高い潜在能力をかわれて円卓入りした。とにかく食べ物には目がなく、任務のないときは必ずと言っていいほど食べ歩きに興じている。腹が減っていれば何でも食べ、庭の雑草や木の葉、果ては水銀まで口にしたことがあるという。
パーシヴァル
声：桐谷華
円卓の騎士の一人。のんびりした緊張感のない性格で、重度の方向音痴。人の言うことをなんでも簡単に信じてしまう純粋さのせいで他の騎士たちから心配されている。心配されないよう、大人の女性になるのが夢らしい。
ベイリン
声：谷仲ユキ
円卓の騎士の一人。ブリタニアきっての武闘派で双剣を主武器に戦う切り込み隊長。ガウェインやガラハド同様、他の円卓の騎士たちより少し上の立場にある。口調や行動は粗暴だが、面倒見のいい性格である。マーリンの暗黒領域調査に護衛として同行している。
ボールス
声：奏雨
円卓の騎士の一人。楽しいこと、可愛いものなどとにかく流行りもの好きの女の子。言動はちゃらちゃらしているが、その実物事の本質を見抜く目をしっかり持っており、気遣いもできる。
ケイ
声：宮沢ゆあな
円卓の騎士の一人。慇懃無礼を絵に描いたような性格の元メイド。家事全般だけでなく戦闘にも精通しており、本当ならガウェインの直属部隊の隊長を務めるはずだったのだが面倒ごとを嫌ってトリスタンのもとに押しかけた。ユーウェインに汚い言葉を教えてパンクに育て上げようと企んでいる。生粋のドS。
モードレッド
声：星リルカ
円卓の騎士の一人。ルールや規則を厳格に遵守する真面目な委員長タイプ。ボールスやパーシヴァルの適当さ、奔放さやベディヴィエールの妄想に振り回されて気苦労の絶えない毎日を送っている。
ユーウェイン
声：猫屋敷なつ
円卓の騎士の一人。ほかの騎士に比べて幼いが実力は本物。天真爛漫で明るく、純白のライオン「ローディーヌ」とはよき相棒。ローディーヌと戯れる姿は周囲の微笑を誘うが、びっくりするほど汚い言葉で相手を罵る。子供扱いされるのが嫌い。
パラメデス
声：雪村とあ
円卓の騎士の一人。目的達成のためには手段を選ばない性格で、毒や罠、不意打ちといった騎士らしからぬ戦法を取る。卑怯な戦い方を改めるようしつこく注意してくるトリスタンを煩わしく思い、撃退用の痺れ薬入り紅茶を常備している。
トリスタン
声：春山色葉
円卓の騎士の一人。極端な不幸体質で何をするにも必ずアクシデントに見舞われる。致死レベルの不幸に遭遇することも多いが、持ち前の身体能力で乗り切っている。不幸な自分に酔っているナルシスト気質の持ち主でもある。
ベディヴィエール
声：百瀬ぽこ
円卓の騎士の一人。夢見がちな少女で、いつか白馬の王子さまが自分を迎えに来てくれると信じている。放っておくと乙女チックな妄想ばかりしているファンタジスタ。立派なお嫁さんになるために色々と習い事をしている。

### 大華帝国
始皇帝（しこうてい）
声：杏子御津
慈愛に満ちた優しき大華帝国の統治者。呂布、孫子と仲が良く、いつも一緒に行動している。身体が弱く、油断するとすぐ吐血する。呂布・孫子と共に体質改善の薬を探しているらしい。
呂布（りょふ）
声：桜川未央
始皇帝に仕える英雄。始皇帝や孫子を支える姉御肌の武人。人の話を聞かずとにかく突撃することしか考えられないが、孫子の指示には面倒臭がりながらも従う。大華随一の武勇の持ち主。始皇帝、孫子と共に始皇帝の体質改善の薬を探している。
孫子（そんし）
声：北都南
始皇帝に仕える英雄。無理しがちな始皇帝や武勇一辺倒の呂布を諌める大華帝国の軍師。知識豊富で用意周到、質問すると何であれ自信満々に説明してくれる。一方で若干楽観気味でおっちょこちょいな側面も。

### モンゴル
フビライ・ハン
声：卯衣
草原の国モンゴルの統治者。凛々しい顔立ちと爽やかな言動から女性を虜にしてやまない。かつてのモンゴルの統治者であり自身の祖母でもあるチンギス・ハンのような英雄になることを夢見ている。
マルコ・ポーロ
声：藤森ゆき奈
アジアの情報収集のためにモンゴルに潜入した欧州連合のスパイ。だったはずが、潜入先のモンゴルで出会ったフビライ・ハンに一目惚れしてしまい、任務を放り出して仕えている。フビライの前では猫をかぶっているが、本来はかなりの毒舌家。

### インド
アショーカ
声：中家志穂
法治国家インドの統治者。規則や規律に厳格で、人々が安心して暮らせる国作りの為に日夜勉強に励んでいる。一方で人を疑うことを知らない性格で、誰でもすぐに信用してしまうところがある。
三蔵法師（さんぞうほうし）
声：民安ともえ
悪党を懲らしめてお説教するのが大好きな大華帝国出身の英雄。お供のサル「悟空」と共に、インドで世直しの旅を続けている。初対面の主人公を猪八戒だと勝手に勘違いし、強引にジパング軍に加わる。お説教の長さで有名。

### マケドニア
アレキサンダー
声：波奈束風景
シルクロードの拠点都市を支配する大国マケドニアの統治者。単純明快でポジティブな性格。面白いものや派手なものを好み、好奇心が強い。口調は偉そうだが嫌味がなく、アリストテレスを先生と呼び慕っている。
アリストテレス
声：瑛邑姫乃
アレキサンダーを王として育てる欧州出身の英雄。現在のマケドニアの強さは彼女の教育の賜物であり、アレキサンダーだけでなく兵や民衆からも「先生」と呼び慕われる。ただし男性との付き合い方は知らないらしい。
ディオゲネス
声：卯衣
デザイン:ヤス
自由奔放なマケドニアの英雄。自由すぎてどこで何をしているのか想像もつかない。愛犬キュニコスと一緒に樽の中に住んでいる。低姿勢で人当たりもいいがその実相当な皮肉屋。好物はキャベツ。
アルキメデス
声：桐矢ノエル
デザイン:原田たけひと
マケドニアの天才発明家。開発資金調達のため、庭→家財道具→服飾品というような優先度の低い順に売却している。先日、屋敷も売ってしまったため宿無しである。研究のことしか考えていない変わり者で、アリストテレスとは古い友人。

### ウルク
ギルガメシュ
声：井村屋ほのか
謎の古代国家ウルクの英雄。他国からの干渉を受け付けず、親友のエンキドゥと共に気ままに日々を送っている。お宝集めを趣味にしており、珍品や貴重品を見つけては宝物庫に加えている。二本の義腕を装備し、計四本の腕を器用に使う事ができる。
エンキドゥ
声：水霧けいと
謎の古代国家ウルクの英雄。親友のギルガメシュと共に争いとは無縁ののんびりした生活を送っている。毎日熱心に人間らしさを勉強している。髪や体の一部を自在に変形させることができるらしい。

### エジプト
ツタンカーメン
声：桐矢ノエル
とにかく引っ込み思案で恥ずかしがり屋のエジプトの英雄。普段はピラミッドの奥にある部屋に引きこもっている。たまに外に出てきても棺の中に入ったままで行動するためその姿を見ることはなかなかできない。そのせいか国民たちからはレアキャラ扱いされ、神のように崇められている。
カンビュセス
声：鈴田美夜子
デザイン:BLADE
内気なツタンカーメンの代わりにエジプトの外交を引き受けている英雄。しかしながら当人も外交とは何かをよくわかっておらず、他国に遠足に行く仕事だと勘違いしている。自分のことを"みゃー"、他人のことを"にゃー"と呼ぶ。

### バビロニア
ハンムラビ
声：萌花ちょこ
謎の古代国家バビロニアを統治する英雄。統制のとれた強力な軍隊を持つが、領土拡張には消極的で防衛に徹している。世界統一を果たす指導者の到来を待っているという噂もある。厳格そうな外見とは裏腹に温和で淑やかな性格。

### オーストラリア
ジャンヌ・ダルク
声：佐本二厘
欧州出身の騎士。自分の前にカミサマが現れる日を夢見ている。性格は一途で純粋だが、たまに行き過ぎて周囲が見えなくなることも。なぜかオーストラリアで暮らしている。
ヴラド・ツェペシュ
声：乃嶋架菜
闇に生きる誇り高きヴァンパイア。太陽や十字架を見ても滅びるということはないがあまり得意ではない。出身は欧州だがなぜかオーストラリアで暮らしている。
石川五右衛門（いしかわごえもん）
声：かわしまりの
伊達と酔狂を好む自由気ままなジパング出身の英雄。面倒見が良く、あちこちで揉め事に首を突っ込んでいる。弱きを助け強きを挫く義賊として民からの支持は厚いが、法や規律を無視しがちであり権力者には目をつけられている。現在はなぜかオーストラリアで暮らしている。
ガリレオ
声：榊るな
デザイン:小原トメ太
アリストテレスの元教え子。乱暴な口調や荒っぽい性格とは裏腹に天才的な天文学者でアリストテレスの授業でも覚えがよかった。優等生のコペルニクスとは喧嘩ばかりの間柄。幽閉された為オーストラリアで暮らしている。

### ヴィンランド
ウィリアム・キッド
声：沢村かすみ
神出鬼没の海賊集団・ヴィンランドの新リーダー。弱腰、優柔不断、根性なしと下っ端根性が染み付いており、突然リーダーに任命されて戸惑っている。潜在能力はすごい、らしいのだが開花する兆しは見られない。本人はもう海賊をやめたいと思っている。
ティーチ
声：小松菜みう
神出鬼没の海賊集団・ヴィンランドの元リーダー。物事を深く考えないお気楽な性格。ある場所でかけられた呪いのせいで黒猫の姿になってしまった。リーダーの座をウィリアム・キッドに譲ってからも船員として海賊行為には参加している。
ドレイク
声：みる
神出鬼没の海賊集団・ヴィンランドの提督。幼い外見とは裏腹に、高い統率力と勇敢さを併せ持つ。ティーチの後継者となったウィリアム・キッドを育てるために様々な試練を課しているが、芽が出る気配はない。幽霊が苦手。

### ハワイ
カメハメハ
声：藤咲ウサ
太平洋に浮かぶ島国ハワイの統治者。と言っても特に仕事があるわけでもなく毎日気ままに遊びまわっている。食べたい時に食べ、眠りたい時に眠る本能に準じた生き方。毎日が幸せらしい。

### USA
ビリー・ザ・キッド
声：西野みく
USAのガンマン。とにかく血の気が多く、事あるごとに発砲する癖がある。人の話を聞かずにトラブルに巻き込まれることが多いが、悪運だけは強いので大事には至らない。とにかくバカで浅慮。放っておくと何をしでかすかわからない。
コロンブス
声：遠野そよぎ
欧州出身で現USA総督。同じ欧州出身のマゼランやクックとは旧知の間柄。一貫してクールで計算高く、常に利害関係に則って行動を選択する。趣味はギャンブル。

### アステカ
モンテズマ
声：金田まひる
聖域の守護を役目とするアステカの英雄。お肉大好きな野生児で、食べられそうと認識した肉にはとりあえずかぶりつく。野菜はあまり好きではない。隣国のワイナ・カパックとは仲良しで、よく連絡を取り合っている。

### インカ
ワイナ・カパック
声：大波こなみ
新大陸南部、インカを治める英雄。礼儀正しく世話好きで、隣国のモンテズマを妹のように可愛がっている。偉大な祖先の名に恥じない立派な統治者になることを目指している。

### インディアス
ジェロニモ
声：篠原ゆみ
古来からの掟に従って生きる、新大陸の先住民。新たな知識というものに非常に貪欲で、わからないことは何であれ熱心に勉強する純朴な性格。温厚で争いは好まないが普通に強い。異国からやって来たコロンブス達を受け入れ、協力して暮らしている。絶対に嘘をつかない。ヒミコが主人公を「お兄様」と呼ぶ事に感化され、主人公を「オニイチャン」と呼んでいるが、血のつながりは一切ない。

### ロシア
イヴァン雷帝
声：真中海
極寒の国ロシアの統治者。人を痛めつけることが大好きという生粋のドS体質。配下を痛めつけるのを趣味にしているが、幸か不幸か配下はドMばかりなので相性は抜群。どれだけ痛めつけても死なないラスプーチンをいたく気に入っている。
ラスプーチン
声：北見六花
ひぎぃ。イヴァン雷帝のお仕置きを生きがいにするロシアのドM英雄。あらゆる苦痛を快感に変えてしまう業の深い性格。お仕置きを受けたいがために与えられた任務をわざと失敗することさえある。水銀と青酸カリと銃弾が好き。
コペルニクス
声：佐本二厘
デザイン:さくら小春
アリストテレスの元教え子。礼儀正しく生真面目で、天文学者としてはトップクラスの成績を誇る優等生。ガリレオとは喧嘩ばかりしていた仲。自身の学説を証明するため、世界各地で天体観測を行なっているらしい。

### 欧州連合（EU）
ナポレオン
声：豊高ローラ
曲者揃いの欧州連合をまとめる連合のリーダー。決断力、統率力に秀でた有能な指揮官だが、高圧的な態度が玉に瑕。領内で頻発する内乱と暗躍する謎の組織の存在に頭を悩ませている。責任感が強く、そのせいでなかなか素直になれない。
ネロ
声：有栖川みや美
ローマ出身の英雄。先輩であるカエサルのことを姉のように慕っている。とにかくワガママで目立ちたがり屋。目立つためなら手段を選ばない。夢は世界一のアイドルになること。
クック
声：姫川あいり
南洋領土の見回りをしている欧州の英雄。世の中に説明できないことはないと信じている根っからの理詰めタイプで、マゼランのような直感的な判断は苦手分野。常に計算に基づいて行動するため事故やトラブルに遭遇することはほとんどない。生真面目そうでいて面倒くさがりな一面を持つ。
マゼラン
声：上田朱音
南洋領土の見回りをしている船乗り英雄。物事を深く考えず、直感を頼りに行動する。どんな困難も気合と根性で乗り切る体育会系の性格で、クックの怒られることが多いが本人は半分も聞いていない。野球好きだがルールをよくわかっていない。
カエサル
声：松田理沙
欧州連合に所属するローマ出身の英雄。大らかでのんびりした性格だが金銭感覚は常人とはかけ離れており、信じられないくらい高額のものをまるで文房具でも買うような気軽さで購入する。やりくり上手な借金の達人。
ハンニバル
声：楠鈴音
カルタゴ出身の英雄。状況判断に優れ戦闘能力も高い欧州連合の戦術家。熱しやすいナポレオンのブレーキを務めるよき補佐官として他の英雄からも一目置かれている。質実剛健で冷静沈着、ただし意外と子供好き。
ダ・ヴィンチ
声：秋野花
欧州連合所属の発明家兼芸術家。あらゆる分野に精通している天才で、学者仲間も多い。現在は遺跡で発掘したアトラスの修理に熱中している。情が厚く気さくで、細かいことは気にしない性格。
アトラス
声：井村屋ほのか
EU領内の遺跡から発見された巨大兵器。発見された時は見事にボロボロだったが、その圧倒的性能に気づいたダ・ヴィンチによって修理が進められている。一騎当千の性能を秘めているのだとか。
ベートーヴェン
声：雪都さお梨
ウィーンで暮らすマイペースで口数の少ない英雄。自宅にこもって作曲していることが多く、会議やイベントの場にはあまり姿を現さない。関心のないことには立ち入らないが、音楽が絡むと多少強引なくらいに積極的になる。
ファウスト
声：豊高ローラ
デザイン:島田フミカネ
欧州連合出身の凄腕錬金術師。悪魔メフィストフェレスを使役している。研究中によく爆発を起こすことと悪魔を使役していることとが原因で人々に煙たがられており、一箇所のとどまらず欧州のあちこちを放浪している。悪魔使いが荒いらしい。
カール大帝
声：青山ゆかり
デザイン:RAITA
欧州連合所属の英雄。小規模な暴動や紛争を鎮圧する独立遊撃部隊として欧州各地を飛び回っている。真面目で厳格、上官の命令には絶対に従う軍人気質。可愛い動物が好きなのだが、可愛らしさの基準が他人とズレている。

### 暗黒領域
ノストラダムス
声：榊るな
同人誌のネタを探して旅を続けている少女。暗黒領域にたどり着いてからはいいネタばかり思い浮かぶので喜んでいる。本人曰く、アンゴルモアなる存在がインスピレーションの源になっているらしい。

### GOLDより登場
クレオパトラ
声：柚木かなめ

## スタッフ・主題歌
- 原画：大槍葦人
- シナリオ：藤原休樹、企画屋
- BGM：大嶋啓之、yan

無印版主題歌「FATE RUNNERS（英雄戦姫）」
作詞：畑亜貴 / 作曲：虹音 / 歌：橋本みゆき
PS3版オープニングテーマ「無限旋律」
作詞：森由里子 / 作曲：須田悦弘 / 編曲：奥山アキラ / 歌：今井麻美
PS3版エンディングテーマ「Lights in the sky」
作詞：HIDETO / 作曲：宮崎誠 / 編曲：Johnny.k / 歌：原由実
GOLD主題歌「UNLIMITED HEART」
作詞：真崎エリカ / 作曲：原田篤 / 編曲：酒井拓也 / 歌：真崎エリカ

## コミカライズ
袁藤沖人作画でDENGEKI HIMEにて連載されていた。全2巻。
1. 2012年5月15日 / ISBN 978-4048865739
2. 2013年4月15日 / ISBN 978-4048914345

また、ハマちょん作画でコンプティークにて連載。

## Webラジオ
ラジオ英雄*戦姫
音泉にて2013年10月8日から2014年6月24日まで配信された。毎月第2、第4火曜日更新。出演は小倉結衣（ヒミコ 役）、藤森ゆき奈（マルコ・ポーロ 役）。
ラジオ 戦姫インペリアル from 英雄*戦姫
音泉にて2015年4月30日（第1回）から7月23日（第3回）に配信、2016年1月4日（第4回）から配信局にHiBiKi Radio Stationを加え、配信が復活した。2016年3月21日（第7回）にて終了。不定期更新。出演は小倉結衣（ヒミコ 役）、楠浩子（マクシミリアン 役）、拝師みほ（モーツァルト 役）※第4回より、秋野花 （ダヴィンチ 役）※第4回より。

## ソーシャルゲーム
『戦姫インペリアル from 英雄*戦姫』のタイトルでAimingによりAndroid向け・iOS向けに2013年5月2日にリリースした。ストラテジーRPG。2017年2月24日にサービス終了。

## ブラウザゲーム
『英雄*戦姫WW（War Wonder）』（全年齢向けバージョン）および『英雄*戦姫WWX』（成人向けバージョン）のタイトルで、DMM GAMESにて2019年7月30日よりオープンβテストを実施。
2019年11月19日より正式サービス開始。2022年3月29日にサービス終了。
『GOLD』のストーリーとゲームシステムをベースに、坂本龍馬などの新キャラクターが多数追加されている。